# Ротар Валерій Іванович
Вале́рій Іва́нович Ро́тар (13 березня 1963 — 5 липня 2016) — солдат Збройних сил України, учасник російсько-української війни.

## Життєпис
Народився 1963 року в селі Долиняни (Хотинський район, Чернівецька область). Закінчив долинянську школу, створив сім'ю, проживав у своєму селі.
У часі війни під час однієї з хвиль мобілізації просився на фронт — замість сина, котрий отримав повістку, тоді Валерія не призвали. На фронт пішов добровольцем — підписав контракт у квітні 2016 року; хотів піти ще раніше, але чекав на повернення з фронту старшого сина. Пройшов перепідготовку, солдат 8-го окремого мотопіхотного батальйону «Поділля» 10-ї окремої гірсько-штурмової бригади; лінійний наглядач.
5 липня 2016 року по півночі підрозділ прибув у район Мар'їнки, щойно особовий склад пройшов інструктаж та отримав бойові завдання, як почався обстріл терористів із великокаліберної артилерії, що тривав 2 години. Валерій загинув близько 3-ї ранку.
Похований у Долинянах, в останню дорогу Валерія проводжали живим коридором вулицями Хотина та Долинян, школярі та студенти під національними стягами кидали квіти під колеса автівки, дорослі й діти проводжали на колінах.
Без Валерія лишились мама Марія Василівна, сестра Світлана з доньками, брат Анатолій з дружиною, два сини — 1984 та 1990 року народження.

## Нагороди та вшанування
- указом Президента України № 363/2017 від 14 листопада 2017 року «за особисту мужність і високий професіоналізм, виявлені у захисті державного суверенітету та територіальної цілісності України, вірність військовій присязі» — нагороджений орденом «За мужність» III ступеня (посмертно)[1]
- 6 листопада 2017 року в Долинянській ЗОШ відкрито та освячено меморіальну дошку Валерію Ротарю.